# Fernando Bolín Saavedra
Fernando Bolín Saavedra (Jerez de la Frontera, 28 de agosto de 1930-Madrid, 2 de octubre de 2007) fue un deportista, juez de regatas y dirigente deportivo español.
Regatista en la clase Snipe primero y en crucero después, fue juez internacional de la Federación Internacional de Vela en distintos Juegos Olímpicos, así como jefe del equipo español en Montreal 1976 y en Moscú 1980.
Fue Secretario Nacional de la clase Snipe en España entre 1966 y 1968, para posteriormente ser presidente de la Federación Centro de Vela y del Real Club Náutico de Madrid, a la vez que vicepresidente de la Real Federación Española de Vela en las presidencias de Miguel Company y Arturo Delgado.
En 1992 alcanzó la presidencia de la Real Federación Española de Vela, en la que se mantuvo hasta 2006.
También fue vicepresidente de la Federación Internacional de Vela durante los mandatos de Peter Tallberg y Paul Henderson, así como presidente de su Comité de Eventos, y miembro de su Comité Permanente.
A nivel profesional, fue presidente de la Federación Internacional de Prensa Periódica (FIPP), de la Asociación de Revistas de la Información (ARI) y de la Asociación de Medios Publicitarios Españoles (AMPE).